# Geokichla
Geokichla és un gènere d'aus de la família dels túrdids (Turdidae). Aquests tords i grives són ocells de mida mitjana que habiten principalment en zones tropicals d'Àsia, fins melanèsia i Austràlia, però que també arriben a la taigà eurasiàtica.

## Taxonomia
La classificació del gènere Zoothera ha patit canvis durant els darrers anys, passant moltes espècies des d'aquest gènere fins Geokichla.

Segons la classificació del IOC (versió 3.5, 2013) hom distingeix 21 espècies al gènere Geokichla:
- Geokichla schistacea - tord pissarrós.
- Geokichla dumasi - tord de Buru.
- Geokichla joiceyi - tord de Seram.
- Geokichla interpres - tord de capell castany.
- Geokichla leucolaema - tord d'Enggano.
- Geokichla erythronota - griva dorsi-rogenca.
- Geokichla mendeni - tord negre-i-vermell.
- Geokichla dohertyi - griva de Doherty.
- Geokichla wardii - tord de Ward.
- Geokichla cinerea - griva cendrosa.
- Geokichla peronii - griva de Timor.
- Geokichla citrina - tord de cap taronja.
- Geokichla sibirica - tord siberià.
- Geokichla piaggiae - tord de Piaggia.
- Geokichla crossleyi - tord de Crossley.
- Geokichla gurneyi - tord de Gurney.
- Geokichla oberlaenderi - tord d'Oberländer.
- Geokichla camaronensis - tord del Camerun.
- Geokichla princei - tord de Ghana.
- Geokichla guttata - tord tacat.
- Geokichla spiloptera - tord alatacat.